# Platymetopius turgunovi
Platymetopius turgunovi är en insektsart som beskrevs av Dubovsky 1979. Platymetopius turgunovi ingår i släktet Platymetopius och familjen dvärgstritar. Inga underarter finns listade i Catalogue of Life.